# Rudolf Müller (Politiker, 1912)
Rudolf Müller (* 27. November 1912 in Oppeln; † 3. Januar 2009) war ein deutscher Politiker der CSU. Er war Landrat des einstigen Landkreises Berchtesgaden (1964–1972), anschließend erster Landrat des neu gebildeten Landkreises Berchtesgadener Land (1972–1978). Als Rechtsreferendar war er 1945 Dolmetscher des damaligen Landrates Karl Theodor Jacob bei der kampflosen Übergabe des Berchtesgadener Landes an die Amerikaner.

## Leben
Müller stammte aus Oppeln. Er studierte in Thüringen Rechtswissenschaft. Das Studium schloss er vorerst mit der ersten Staatsprüfung und Promotion ab. Anschließend kam er als Referendar an das Amtsgericht Berchtesgaden und hatte auch weitere Stationen in der Region, die er bereits vom Urlaub kannte. Am 4. Mai 1945 zog ihn Landrat Karl Theodor Jacob als Dolmetscher bei der kampflosen Übergabe des südlichen Berchtesgadener Landkreises bei. Anschließend berief er ihn als Kreissyndikus und stellvertretenden Landrat. In der Besatzungszeit war Müller als Verteidiger vor dem Militärgerichtshof und den Spruchkammern tätig. Als die Amerikaner die deutsche Justiz freigaben, legte er in München das 2. Staatsexamen ab und ließ sich in Berchtesgaden als Anwalt nieder. Diese Tätigkeit übte er auch nach seiner Landratstätigkeit bis ins hohe Alter aus.
Der verheiratete Vater dreier Töchter lebte in Bischofswiesen. Beerdigt wurde er in Schönau am Königssee auf dem Bergfriedhof.

## Politik
Müller gehörte zu den Gründungsmitgliedern der CSU in Berchtesgaden und wurde bei der ersten Nachkriegswahl 1946 erstmals in den Kreistag des Landkreises Berchtesgaden gewählt. Von 1960 bis 1964 war er stellvertretender Landrat. 1964 wurde er zum Landrat gewählt. 1972 nach der Gebietsreform wurde er in der Stichwahl zum Landrat des aus Landkreis Berchtesgaden, dem südlichen Teil des Landkreises Laufen sowie der bis dahin kreisfreien Stadt Bad Reichenhall neu gebildeten Landkreises Berchtesgadener Land gewählt. Das Amt hatte er bis 1978 inne. Zugleich war er Stiftungsratsvorsitzender der Berchtesgadener Landesstiftung („Kehlsteinstiftung“) und Vorsitzender des Fremdenverkehrsverbandes Berchtesgadener Land und später auch stellvertretender Vorsitzender des Fremdenverkehrsverbandes München-Oberbayern.
Während seiner Amtszeit errichtete der Landkreis die Kunsteisbahn Königssee. Gebietsreform und Nationalparkerrichtung waren zu bewältigen. Als Landrat opponierte er gegen den Nationalpark.

## Auszeichnungen
Müller war Träger des Bundesverdienstkreuzes I. Klasse.